# 4,4'-Bis(diméthyméthylphosphonate)biphényle
La 4,4'-bis-(diméthyméthylphosphonate)biphényle est un intermédiaire dans la synthèse d'un azurant optique, le 4,4'-bis(2-sulfostyryl)biphényle de disodium, utilisé dans l'industrie du papier et des produits de lessive.
La synthèse utilise le 4,4'-bis(chlorométhyl)biphényle en réaction avec le triméthylphosphite pour la production industrielle.